# Амонтон, Гийом
Гийом Амонтон (фр. Guillaume Amontons; 1663—1705) — французский механик и физик, член Французской академии наук, один из пионеров трибологии.

## Биография
Гийом Амонтон родился 31 августа 1663 года в Париже в семье юриста из Нормандии, переехавшего в столицу Франции. С рождения Амонтон был практически глух, поэтому никогда не посещал университетов и математику, физику, геодезию, прикладную и небесную механику, а также архитектуру и рисование изучал самостоятельно.
Известен как разработчик закона Амонтона и автор труда «Remarques et expériences physiques sur la construction d’une nouvelle clepsydre, sur les baromètres, thermomètres et hydromètres» (Париж, 1695), а также многими другими работами в области механики, термометрии и молекулярной физики, помещёнными в мемуарах Французской академии наук, членом которой он стал в 1699 году. В 1702 году Амонтон определил постоянную термодинамическую точку — точку кипения воды, много работал над измерениями зависимости объёма воздуха от температуры, а также заметил связь между плотностью и температурой газа. Амонтон пришёл к идее абсолютного нуля температуры, который, по его подсчётам равнялся −239,8 °C (позднее его теорию разовьёт У. Томсон (лорд Кельвин)).
Также Амонтон известен как изобретатель ряда приборов: в 1677 году он создаёт гигрометр, в 1695 году — нертутный барометр, в 1702 году — воздушный термометр, и наконец, им был создан барометр с U-образной трубкой, который нашёл широкое применение на военных и торговых судах. Термометр Амонтона представлял собой U-образную стеклянную трубку, более короткое колено которой заканчивалось резервуаром, содержащим воздух; в длинное колено наливалась ртуть в количестве, необходимом для поддержания постоянства объема воздуха в резервуаре. По высоте столба ртути определялась температура. Помимо перечисленного, Амонтон существенно усовершенствовал пирометр.
Гийом Амонтон скончался 11 октября 1705 года в Париже.
В его честь назван кратер Амонтон на Луне.